# Charles Linsmayer

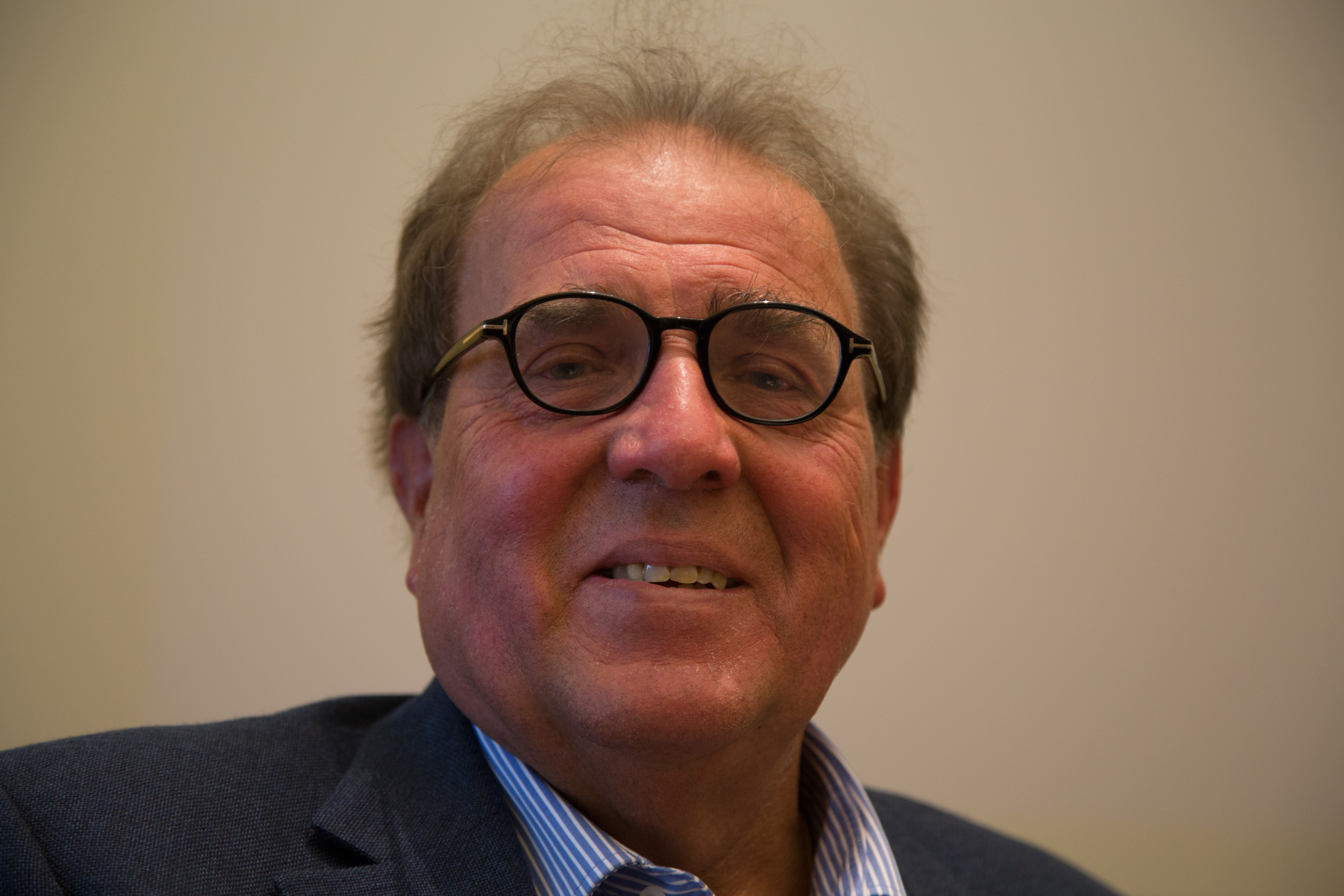
Charles Linsmayer (2015)

Charles Linsmayer (* 6. Mai 1945 in Kilchberg bei Zürich) ist ein Schweizer Germanist, Publizist, Literaturkritiker und Schriftsteller. Er lebt in Zürich.

## Leben
Charles Linsmayer studierte in Zürich und Berlin Literaturwissenschaft und promovierte in Zürich bei Wolfgang Binder mit einer Dissertation über Hans Henny Jahnn.
Zunächst arbeitete er als Gymnasiallehrer, dann wurde er Verlagslektor und Journalist. Er spezialisierte sich auf die Kultur- und Literaturgeschichte der Schweiz und gab von 1980 bis 1983 im Ex Libris-Verlag, Zürich, die Edition Frühling der Gegenwart heraus. Überdies betreute er Neuausgaben von Lore Berger, Alfred Fankhauser, Heinrich Federer, Friedrich Glauser, Cécile Ines Loos und weiteren Autoren. Seit 1987 macht er unter dem Label Reprinted by Huber Werke von Walter Ackermann, Charles-Albert Cingria, Edmond Fleg, Otto Frei, Guido Looser, Hugo Marti, Werner Renfer, Alice Rivaz, Annemarie Schwarzenbach, Regina Ullmann, Gertrud Wilker und anderen Schweizer Autoren neu zugänglich. Ausserdem vermittelt er als Herausgeber und Biograph die Werke von frankophonen Autoren der Schweiz wie S. Corinna Bille, Maurice Chappaz oder Jeanne Hersch. Für seine Literarischen Kalenderblätter erhielt er 1987 den Preis des Schweizer Buchhandels. Seit 1988 gibt er auch die gesammelten Werke des Schriftstellers Kurt Guggenheim heraus.
Er betreute für den Suhrkamp Verlag das 35-bändige Weisse Programm Schweiz und war Literaturredaktor beim Berner Bund, seit Mai 2002 ist er weiterhin als Autor für die Zeitung tätig. Seine Arbeit als Herausgeber wurde von den Solothurner Literaturtagen im Jahr 1999 mit einer Ausstellung unter dem Titel Den Büchern eine zweite Chance geben gewürdigt, die anschliessend in Bern, Zürich und Luzern gezeigt wurde.
Im Sommer 2003 zeigte er in Genf, Solothurn und Zürich die Ausstellung 4x1=1**** über literarische Übersetzungen in der Schweiz. Im Dezember 2007 erhielt er von der Literaturkommission der Stadt Zürich ein halbes Werkjahr zugesprochen.
Von 2012 bis 2024 führte er unter dem Namen Hottinger Literaturgespräche Abende mit Schweizer Schriftstellern durch.
2015 kuratierte er im Zürcher Literaturmuseum Strauhof die Ausstellung 60 Jahre ,Alles in Allem‘. Zürich im Spiegel von Kurt Guggenheims Romanchronik und von weiteren literarischen Werken des 20. Jahrhunderts.
2022 veröffentlichte er den Sammelband 20/21 synchron. Bekannte Autoren wie Lukas Bärfuss, Dana Grigorcea, Lukas Hartmann, Thomas Hürlimann, Ruth Schweikert, Peter Stamm und Raphael Urweider verfassten dafür auf Einladung Linsmayers neue Beiträge. Als Herausgeber schrieb er je eine Kurzbiographie und eine persönliche Einschätzung. Das Buch umfasst 86 Texte aus der Deutsch-, 36 aus der Westschweiz, 8 aus dem Tessin und 5 aus der rätoromanischen Schweiz.
Eine umfangreiche Briefsammlung Linsmayers befindet sich im Schweizerischen Literaturarchiv in Bern.

## Auszeichnungen
- 1985: Ehrengabe der Martin Bodmer Stiftung für seine «Verdienste um Wiederbelebung vergessener Schweizer Literatur»
- 1987: Preis des Schweizer Buchhandels
- 2005: Ehrendoktor der Historisch-Philosophischen Fakultät der Universität Basel
- 2007: Deutscher Sprachpreis
- 2008: Oertli-Preis
- 2017: Schweizer Literaturpreis: Spezialpreis Vermittlung[2]
- 2024: Literarische Auszeichnung der Stadt Zürich für die Herausgeberschaft von 20/21 Synchron und 19/21 Synchron global[3]

## Werke

### Monographien
- Das Todesproblem bei Hans Henny Jahnn. Diss. Zürich, Blasaditsch, Augsburg 1973.
- Literaturszene Schweiz. 157 Kurzportraits von Rousseau bis Gertrud Leutenegger. Unionsverlag, Zürich 1989.
- Schlaglichter. 200 weltliterarische Kürzestporträts. Cosmos, Muri 2006, ISBN 978-3-305-00375-4.
- Traumgestalten. Das Exlibris-Werk von Gregor Rabinovitch. (Hg. v. Stefan Hausherr). Limmat, Zürich 2006, ISBN 978-3-85791-515-4.
- Ein geistiges Rütli für die Schweizer Jugend. 75 Jahre Schweizerisches Jugendschriftenwerk. SJW, Zürich 2007, ISBN 978-3-7269-0528-6.
- Annemarie Schwarzenbach. Ein Kapitel tragische Schweizer Literaturgeschichte. Huber, Frauenfeld 2008, ISBN 978-3-7193-1486-6.
- Schreib oder stirb. 129 Schicksale von Ciro Alegría bis Stefan Zweig. elfundzehn, Eglisau 2014, ISBN 978-3-905769-31-9.
- Gesichter der Schweizer Literatur. 150 Kurzporträts von Melinda Nadj Abonji bis Albin Zollinger. elfundzehn, Zürich 2015, ISBN 978-3-905769-40-1.

### Herausgebertätigkeit (Auswahl)
- Umgang mit der Schweiz. Nichtschweizer über die Schweiz und ihre Erfahrungen mit ihr. Nachwort von Charles Linsmayer. Suhrkamp, Frankfurt am Main 1990.
- Schweizer Lesebuch. Piper, München 1994.
- Für den Tag schreiben. Journalismus und Literatur im Zeitungsland Schweiz. Eine Anthologie, mit einer Einleitung von Hugo Loetscher. Weltwoche-ABC, Zürich 1999.
- 20/21 Synchron, ein Lesebuch zur Literatur der mehrsprachigen Schweiz von 1920 bis 2020, mit Texten und Kurzbiographien von 135 Autorinnen und Autoren …, ausgewählt und hrsg. von Charles Linsmayer; Th. Gut Verlag, Zürich 2022 (Reprinted by Huber Nr. 40); ISBN 978-3-85717-291-5.
- 19/21 Synchron global, ein weltliterarisches Lesebuch von 1870 bis 2020, mit Originalbeiträgen von 135 Autorinnen und Autoren… ausgewählt, hrsg. und mit Kurzbiographien versehen von Charles Linsmayer; Th. Gut Verlag, Zürich 2024 (Reprinted by Huber Nr. 41); ISBN 978-3-85717-299-1.
- Die andere Schweizer Literatur. Die Highlights von Charles Linsmayers biographisch-editorischer Tätigkeit. Ein Lesebuch. Illustrationen von Claudio Fedrigo. Th. Gut Verlag, Zürich 2025, ISBN 978-3-85717-307-3.

### Schriften (Auswahl)
- »Blutgeld vom ersten bis zum letzten Rappen…«. In: Thomas Buomberger, Guido Magnaguagno (Hrsg.): Schwarzbuch Bührle. Raubkunst für das Kunsthaus Zürich? Rotpunktverlag, Zürich 2015, ISBN 978-3-85869-664-9, S. 129–147.